# Christine Hanon
Pour les articles homonymes, voir Hanon.
Christine Hanon, née le 22 mars 1960 à Chartres, est une athlète française.
Son club formateur jusqu'en 1980 est l'Ael Lucé. 

## Biographie
Elle est sacrée championne de France en salle en 1987 sur 1 500 mètres.
Elle compte 8 sélections comme internationale A.
Elle obtient un doctorat en Sciences de la vie et de la santé option STAPS de l'université Paris V en 2001.